# Oberhaag
Oberhaag osztrák község Stájerország Leibnitzi járásában. 2017 januárjában 2165 lakosa volt. 

## Elhelyezkedése

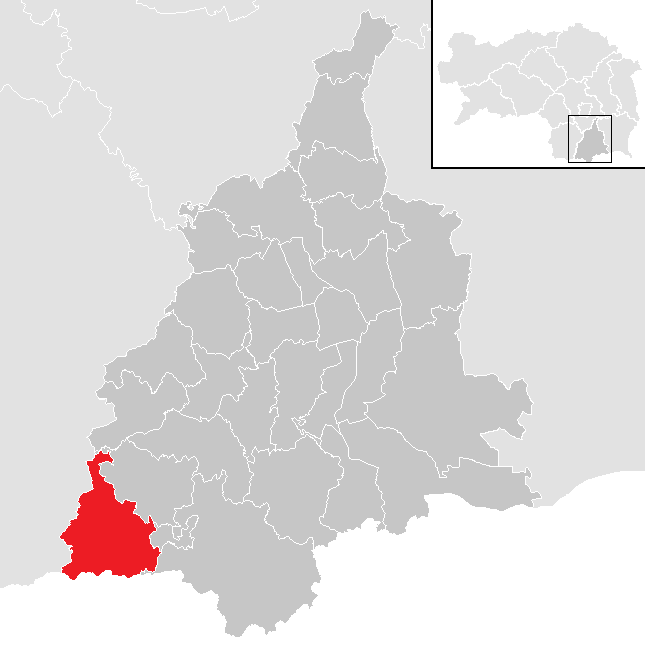
Oberhaag a Lebnitzi járásban

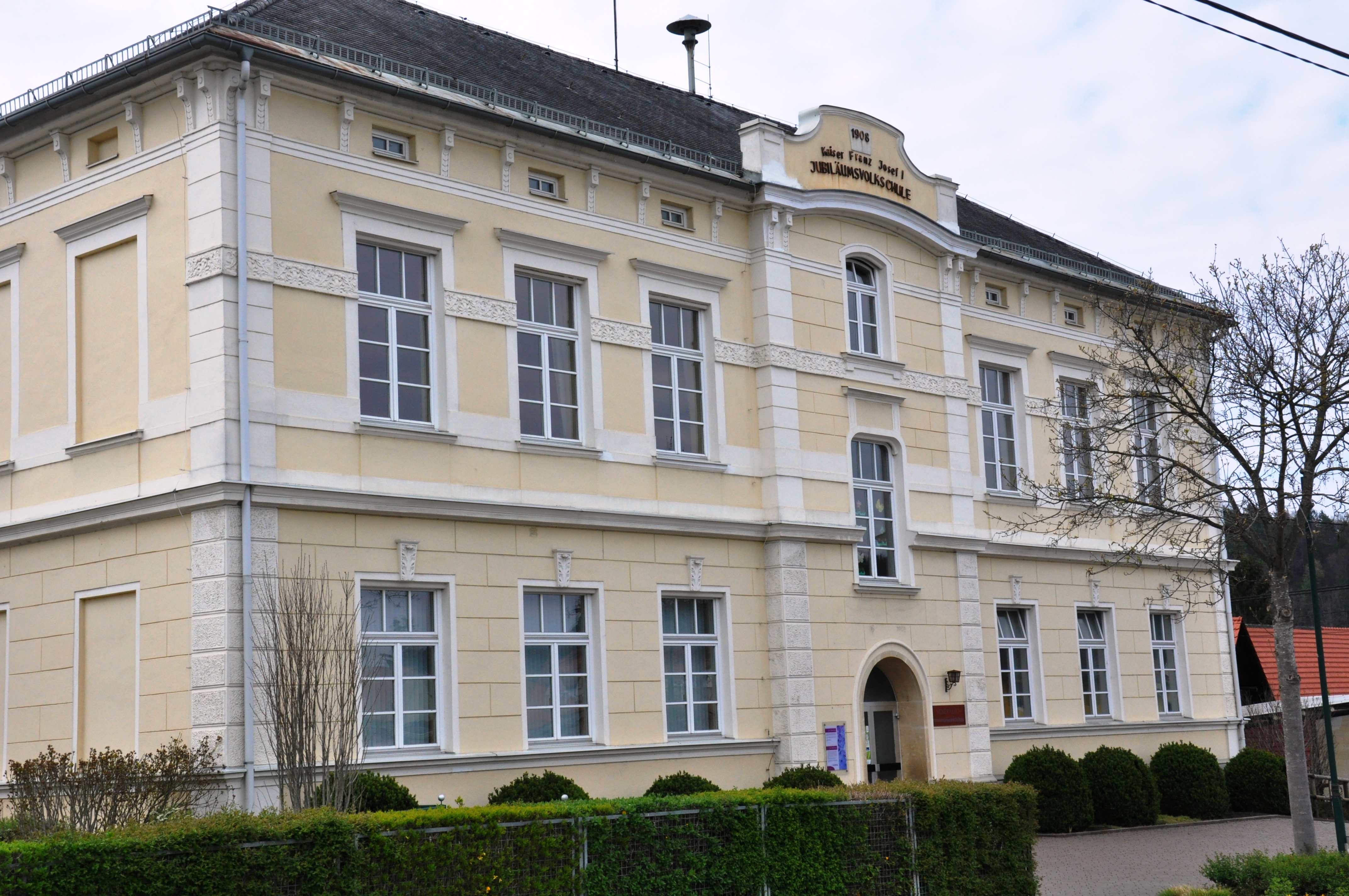
Az 1908-ban épült általános iskola

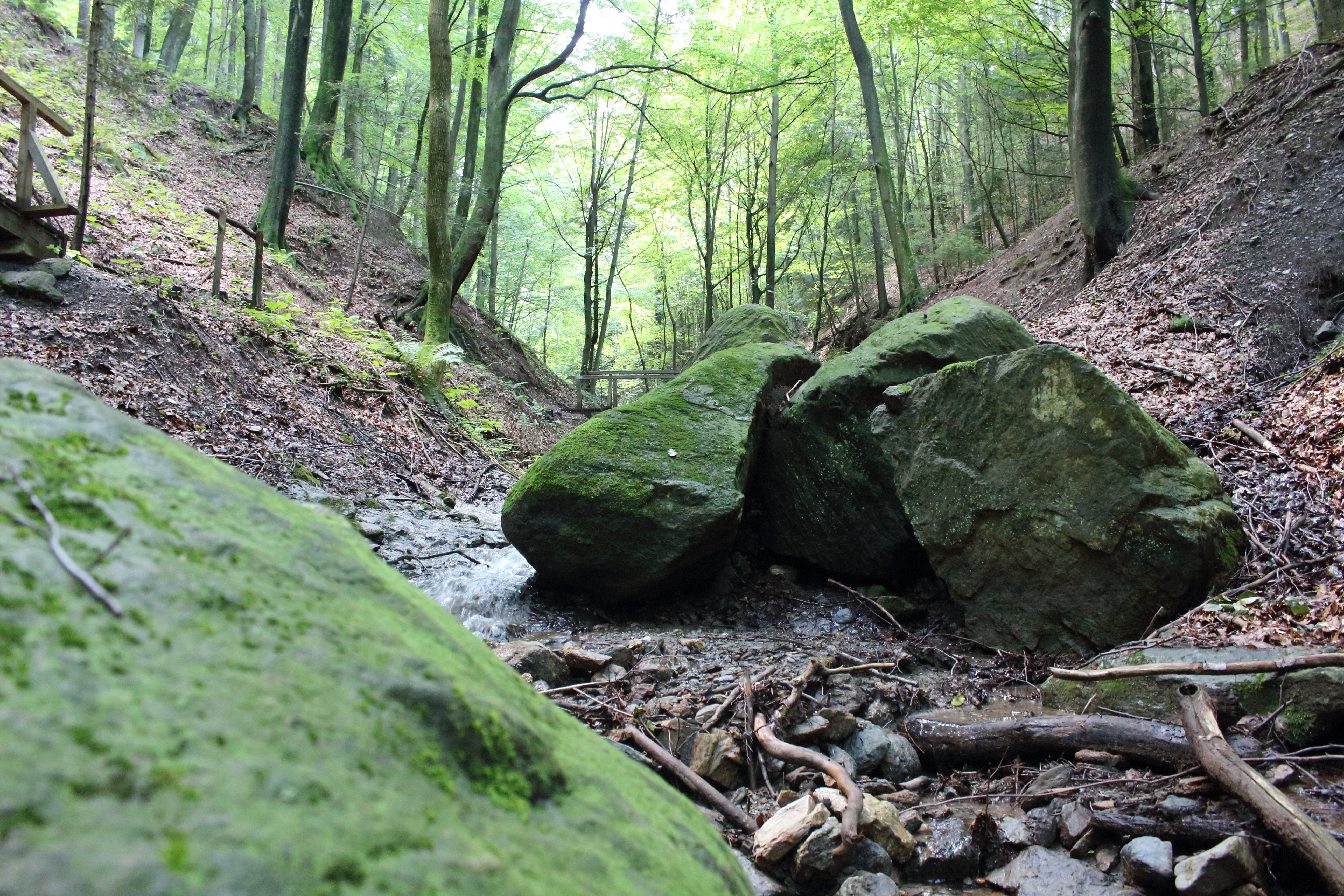
Az Altenbach-szurdok

Oberhaag a tartomány déli részén fekszik közvetlenül a szlovén határ mellett, a Nyugat-Stájerország régióban, a Saggau folyó mentén. Az önkormányzat 7 falut fog össze (valamennyit a saját katasztrális községében): Altenbach (216 lakos), Hardegg (170), Kitzelsdorf (225), Krast (202), Lieschen (383), Obergreith (290), Oberhaag (722).
A környező települések: nyugatra Eibiswald és Sankt Martin im Sulmtal, északra Gleinstätten, északkeletre Sankt Johann im Saggautal, keletre Arnfels és Leutschach an der Weinstraße, délre Podvelka és Radlje ob Dravi (utóbbi kettő Szlovéniában).

## Története
Oberhaagot először egy oklevélben említik, amelyben egy bizonyos Reinbertus von Muorekke bizonyos in superiori hage (Haag fölötti) javakat adományozott St. Paul in Lavanttal kolostorának. Feltehetően ő is olyan "egypajzsos lovag" volt, mint számos társa, akik kis erődjeinek nyomai máig megtalálhatóak a Haagnak nevezett térségben. Bizonyos von Kohlberg (ma Oberhaag része) fivéreket 1170-ben is megemlítenek egy leibnitzi egyházközségi oklevélben. 
A falu sokáig az 1788-ban létrehozott arnfelsi egyházközséghez tartozott, első kápolnáját is csak 1795-ben építették. A község területén épült Thunau kastélya, amely a 18. századra romba dőlt és mára nyom nélkül eltűnt.
Az ausztriai önkormányzatok 1850-es megalakulásakor Oberhaag Arnfels tanácsához került, amelytől 1878-ban vált el és szerezte meg önállóságát. Ausztria 1938-as Anschlussa után a Stájer reischsgau része volt, a második világháború után pedig a brit megszállási zónába került. 

## Lakosság
Az oberhaagi önkormányzat területén 2017 januárjában 2165 fő élt. A lakosság 1934 (akkor 2617 lakos) óta lassan, de folyamatosan csökken. 2014-ben a helybeliek 97,4%-a volt osztrák állampolgár; a külföldiek közül 0,8% a régi (2004 előtti), 1% az új EU-tagállamokból érkezett. A munkanélküliség 2,9%-os volt.  

## Látnivalók
- a katolikus plébániatemplom
- az 1908-ban, Ferenc József trónra lépésének 60. évfordulójára épült általános iskola
- a Délstájer natúrparkhoz tartozó Altenbach-szurdok

## Fordítás
- Ez a szócikk részben vagy egészben  az   Oberhaag című német Wikipédia-szócikk ezen változatának fordításán alapul.  Az eredeti cikk szerkesztőit annak laptörténete sorolja fel. Ez a jelzés csupán a megfogalmazás eredetét és a szerzői jogokat jelzi, nem szolgál a cikkben szereplő információk forrásmegjelöléseként.